# 華秉彝
華秉彜（1438年—？），字天性，直隸常州府江陰縣人，明朝政治人物。進士出身。

## 生平
應天府鄉試第四十七名。成化二年（1466年）丙戌科會試第一百十四名，殿試登進士第三甲第一百八十七名。

## 家族
曾祖華仲和。祖父華子忠。父亲華旭，曾任推官。